# Cowley Airport
Cowley Airport är en flygplats i Kanada.   Den ligger i provinsen Alberta, i den södra delen av landet, 2 900 km väster om huvudstaden Ottawa. Cowley Airport ligger 1 180 meter över havet.
Terrängen runt Cowley Airport är platt åt sydväst, men åt nordost är den kuperad. Runt Cowley Airport är det glesbefolkat, med 20 invånare per kvadratkilometer.. Närmaste större samhälle är Pincher Creek, 19,9 km sydost om Cowley Airport.
Trakten runt Cowley Airport består till största delen av jordbruksmark.